# Israil Bercovici
Israil (Israel) Bercovici (n. 20 decembrie 1921, Botoșani, România – d. 15 februarie 1988, București, România) a fost un dramaturg, regizor, biograf, și memorialist, care a fost secretarul literar al  Teatrului evreiesc de Stat din București din România între 1955–1982; el a scris, de asemenea, poezii în limba idiș.

## Biografie
Bercovici s-a născut în 1921 ca fiu al unui croitor sărac din Botoșani și a primit o educație tradițională evreiască. În timpul celui de-al Doilea Război Mondial a fost în „lagăre de muncă obligatorie” până la sosirea armatei sovietice în România. După război și-a început cariera în limba idiș, în ziare, radio, în special săptămânalul IKUF-Bleter (1946-1953). A studiat tehnica dentară și în 1951 a terminat pe locul întâi studii la Școala de literatură și critica literară Mihai Eminescu. Dupa 1956 a scris la Revista Cultului Mozaic din R.P.R. (Tsaytshrift). Revista a fost lansată de șef rabinul Moses Rosen în 1956 și a avut secțiuni în limba română, idiș și ebraică. Bercovici a editat secțiunea idiș din 1970 până în 1972. Bercovici a publicat prima sa poezie în limba idiș, în IKUF-Bleter.

## Distincții
- Medalia Muncii (13 octombrie 1953) pentru contribuția sa la „munca de pregătire și desfășurare a celui de-al IV-lea Festival Mondial al Tineretului și Studenților pentru Pace și Prietenie⁠(d)”[4]
- Ordinul Muncii clasa a III-a (20 decembrie 1956) „cu prilejul împlinirii a 80 de ani de existență în Romînia a teatrului în limba idiș și pentru merite deosebite în activitatea artistică”[5][6]

## Lucrări
- Hundert ior idiș teater in Rumenie. București 1976 (îdiș)
  - traducere în română, O sută de ani de teatru evreiesc în România. București 1982, ediția a II-a 1998, ISBN 973-98272-2-5
  - traducere în germană, Hundert Jahre jüdisches Theater in Rumänien. Heidelberg 2024, ISBN 978-3-938344-55-2[7]